# 東日本入国管理センター
東日本入国管理センター（ひがしにほんにゅうこくかんりセンター、英語：Higashi-Nihon Immigration Center）とは、茨城県牛久市にある法務省出入国在留管理庁管轄の入国者収容所。別称は牛久法務総合庁舎（うしくほうむそうごうちょうしゃ、英語：Ushiku Immigration Detention Facilliy）で、通称は牛久入管（うしくにゅうかん）や牛久収容所（うしくしゅうようじょ）、また、単に牛久（うしく）。
全国に2カ所ある入国管理センターのうちの1つ（もう一つは長崎県大村市にある大村入国管理センター）。
2021年9月現在、約20名の外国人が収容されている。

## 略史
- 1993年12月24日、設立
- 2004年、ボビー・フィッシャーが収容された。
- 2005年、出入国管理及び難民認定法改定
- 2006年、難民申請件数954件（難民認定34名、不認定389名、未処理件数471件）。
- 2007年9月、424名が収容（難民認定申請者141名（女性14名）。6ヶ月以上の収容者71名（女性17名）。当局公表）
- 2007年9月18日、ビルマ（ミャンマー）人被収容者約80名、独裁軍事政権に対する抗議のためハンガー・ストライキ実施。
- 2007年10月、2名が仮放免後に精神病院措置入院。
- 2009年8月、難民申請者157名
- 2011年2月24日、被収容者の抗議行動。
- 2011年2月27・28日、被収容者による2件の自殺未遂。
- 2011年3月11日、東日本大震災被害により旧棟閉鎖。
- 2018年4月13日、インド国籍の男性自殺[3]。
- 2019年4月 法務省の内局であった入国管理局が出入国在留管理庁に格上げされ、その施設等機関になった。
- 2021年9月 - ワースフェニックス・ノカルドが収容された[2]。

## 生活
- 20畳ほどの広さの大部屋に収容される[2]。
- 医療：非常勤医師1名。
  - 外部機関での医療診察：所持金5万円以上が必要。両手錠、腰縄付きで連行。
- 運動：月曜-金曜（祭日は除く）、30-40分
- 施設内から国際電話をかけることが可能でテレホンカードも購入できるが、電話番号は暗記したもののみである[2]。
- 面会は透明な板で隔てられマイクでの会話となる[2]。

## 人権問題
- 被収容者への人権配慮について弁護士会、国際人権団体、活動家団体から批判されている。
- 2011年8月に、中国人の被収容者の一人に対し、巡回していた職員が「外国人いじめは楽しい」などの暴言を行っていたことが判明している[4]。

## 施設
- 所在地：　〒300-1288　茨城県牛久市久野町1766-1

- 公共交通でのアクセス：JR常磐線牛久駅より関東鉄道バス牛久浄苑行、「農芸学院前」下車
- 執務時間：8:30-12:00, 13:00-17:30　(土･日曜日,休日を除く)
- 面会受付時間：9:00-12:00, 13:00-16:00　(土･日曜日,休日を除く)
- 業務内容：収容・送還
- 収容定員：700名
- 懲罰房
- 食堂
- 売店